# Palača Madama, Torino
 Palazzo Madama  ali Palazzo Madama e Casaforte degli Acaja je mestna palača v Torinu, v severni Italiji, ki je služila kot prebivališče Savojcev. Je del rezidenc na Unescovem seznamu svetovne dediščine Savojcev in je zdaj urejena v muzej umetnosti.

## Zgodovina in arhitektura
Leta 45 pred našim štetjem so bila na mestu današnje palače vrata v rimskem obzidju, skozi katera se je vstopalo v decumanus maximus mesta Julia Augusta Taurinorum (staro ime Torina). Dva od stolpov, obnovljena, še vedno pričata o tem. Po padcu Zahodnega Rimskega cesarstva, so se vrata uporabljala kot utrjeno oporišče v obrambi mesta.
V tej strukturi je v začetku 14. stoletja vojvoda Filip Savojski, sekundarne veje Savoia-Acaja, dva stolpa vrat uporabil pri izgradnji gradu. V 15. stoletju ga je Ludovico Acaja obnovil v kvadratni obliki, z notranjim dvoriščem in portikom in dodatnima valjastima stolpoma. Oblika te zgradbe je jasno prepoznavna iz pogleda na zadnjo stran palače. Posledično je bila utrdba obnovljena v knežje prebivališče. Po izumrtju Acajev je stavba postala rezidenca za goste kraljeve hiše Savojcev.
Leta 1637 ga je regentka vojvode Karla Emanuela II., Kristina Marija Francoska, izbrala za svoje osebno prebivališče. Naročila je pokritje dvorišča in prenovo notranjih stanovanj. Šestdeset let kasneje je druga regentka, Marija Ivana Savojska, ki je bila znan kot "Madama Reale", živela v palači. Palača je po njej dokončno dobila vzdevek Madama. Ona je povabila številne umetnike za obnovo stavbe, ki jo je vojvodinja želela spremeniti v razkošno kraljevo palačo . Umetnik Domenico Guidobono je postal nesporni protagonist okrasja v dvoran v prvem nadstropju palače Madama, znane kot Guidobono dvorane - senat, kitajski kabinet in južna veranda . Vojvodinja je najela tudi arhitekta  Filippa Juvarro za oblikovanje nove baročne palače iz belega kamna, vendar so bila dela ustavljena leta 1721, ko je bil narejen le sprednji del.
Kasneje je palača služila različnim namenom, v njej se je nahajal sedež začasne francoske vlade v času Napoleonovih vojn. V 19. stoletju jo je kralj Karel Albert zbral za sedež Pinacoteca Regia, kraljeve umetnostne galerije, kasneje je bil v njej predalpski senat (parlament Kraljevine Sardinije) in višje sodišče. Od leta 1934 je prostor Mestnega muzeja antičnih umetnosti.
Fasada je bila zgrajena iz belkastega apnenca iz doline Susa, ki poudarja s svojo svetlobo in prosojnim učinkom, in se uporablja za arhitekturo preglednosti. Zadnji del zgradbe je ostal nespremenjen. Na zunanjosti je Juvarra izrazil tisto, kar je bilo mišljeno kot veličastna arhitekturna podoba zgradbe, ki ni bila nikoli zgrajena, kot so visoki stropi piano nobile z ločnimi okni, ki so povezani z mezaninom nad njimi, in ogromnimi pilastri v kompozitnem redu. Vsak pilaster stoji na čokati bazi nad pritličjem zidanem iz formalne rustike. Osrednji trije oboki, vsak okrašen z mogočnimi levjimi glavami kot sklepniki, so poudarjeni z drznejšimi reliefi s polnimi stebri, pritrjenimi na fasado, kar ustvarja veliko stekleno ložo. Njihov pomen je poudarjen z visokimi podstavki, na katerih stojijo, izklesanimi s trofejami orožja v reliefu. V spremljajočih treh obokih je vsak srednji potisnjen rahlo naprej, glede na njegovo okno, ki je globlje, kar senca še bolj poudari. Stavba je okronana z ograjo z vazami in štirimi alegoričnimi figurami na atiki: Moč, Blaginja, Rodovitnost in Pravica. Monogram MBJ graditelja stavbe predstavlja arhitekturno dekoracijo. Plastične figure so delo Giovannija Baratta.

## Muzej antične umetnosti
V Palazzo Madama je torinski Mestni muzej antične umetnosti (Museo civico d'arte antica). Kljub svojemu imenu, ima veliko zbirko slik, kipov, cerkvenih okraskov, porcelana in dekorativne umetnosti, predvsem iz poznega srednjega veka do 18. stoletja.
Torinski Muzej antične umetnosti, ki se imenuje Museo dell'Antichità,  se nahaja na drugem mestu.